# Cabeça de água
A cabeça de água ou cabeça d'água é o aumento rápido e repentino do nível de um rio corrente ou cheio, devido a chuvas nas cabeceiras ou em trechos mais altos de seu percurso. Não confundir com tromba de água.A cabeça d’água pode ser definida como uma poderosa enchente, enquanto a tromba d’água está associada a vento forte (em rotação) sobre a água.